# 曼弗雷德·施密德
曼弗雷德·施密德（德語：Manfred Schmid，1944年6月6日—），奥地利男子雪橇运动员。他曾代表奥地利参加1964年、1968年、1972年和1976年冬季奥林匹克运动会雪橇比赛，获得一枚金牌和一枚银牌。